# Sam Marowitz
Samuel „Sam“ Marowitz (* 17. Februar 1920 in Middletown (New York); † 4. Dezember 1984 in Orlando) war ein US-amerikanischer Jazzmusiker (Altsaxophon, auch Klarinette).

## Leben und Wirken
Marowitz arbeitete ab den frühen 1940er-Jahren im Harry James Orchestra, mit dem 1941 erste Plattenaufnahmen entstanden; Mitte 1944 wechselte er zu Woody Herman and His Orchestra  in dessen Second Herd er Lead-Altsaxophonist war. Ab 1947 gehörte er kurze Zeit  der zweiten Ausgabe der Gene Krupa Big Band an, in der er Harry Terrill ersetzte. Im Herbst 1947 kehrte er zu Herman zurück, wo er bis Anfang 1950 blieb. In den 1950er-Jahren spielte er u. a. in New York in den Bands von Gene Williams, Sam Donahue, Jimmy Roma, Bill Harris, Elliot Lawrence, Benny Goodman, Les Elgart, Ralph Flanagan, Ralph Burns, Lennie Hayton/Lena Horne, Terry Gibbs, Ernie Wilkins/Sarah Vaughan,  Coleman Hawkins, Gene Krupa (Drummer Man, 1956), Boyd Raeburn, Andy Kirk, Joe Newman, Manny Albam, Al Cohn, Tony Scott, Joe Reisman, Chubby Jackson, Cab Calloway und ab 1958 erneut bei Woody Herman (The Herd Rides Again...in Stereo).
In den frühen 1960er-Jahren gehörte Marowitz den Orchestern von Tony Pastor, George Dale Williams, Sy Oliver und Buddy Rich an. In dieser Zeit legte er unter eigenem Namen ("Big Sam" Marowitz And His Alto Sax) die Easy-Listening-LP Sounds in the Night (Roulette Records) vor, die neben Jazzstandards wie „Alone Together“, „Cry Me a River“, Ellingtons „Warm Valley“ und „Yesterdays“ auch Kompositionen und Arrangements von Charles Albertine enthielt. Im Bereich des Jazz war er zwischen 1941 und 1967 an 402 Aufnahmesessions beteiligt, u. a. auch mit dem Flip Phillips Boptet (1945), Jackie Paris (1955), Chris Connor, Osie Johnson, Betty Carter, Beverly Kenney, Erroll Garner (1956), Chuck Wayne (1957) und zuletzt mit Louis Armstrong.
Nach Ansicht von Dan Morgenstern führte Marowitz die Saxophon-Section bei Woody Herman mit Autorität; er sei „ein unbesungener Held“ (an unsung hero) gewesen.